# チャールズ・ウィルクス
チャールズ・ウィルクス（英: Charles Wilkes、1798年4月3日 - 1877年2月8日）は、アメリカ合衆国海軍の士官、探検家である。1838年から1842年に行われたアメリカ合衆国探検遠征隊を指揮し、南北戦争初期の1861年に起きたトレント号事件ではその船の指揮官だった。幾つかの「初物」を行ったとされているが、その挙動により2回も軍法会議に掛けられ、有罪とされた。

## 初期の経歴
ウィルクスは1798年4月3日にニューヨーク市で生まれた。元ロンドン市長ジョン・ウィルクスの兄弟の孫にあたる。母のメアリー・シートンは、ウィルクスがちょうど3歳の1802年に死んだ。その結果、叔母のエリザベス・アン・シートンに育てられた。このエリザベスはローマ・カトリック教会への転向者であり、カトリック教会に列聖された最初のアメリカ生まれの女性だった。エリザベスが5人の子供達と共に寡婦になったとき、ウィルクスは寄宿制中学校に送られ、後には現在のコロンビア大学となったコロンビア・カレッジに入学した。1818年に士官候補生としてアメリカ海軍に入り、1826年には海軍大尉になった。
1833年、ナラガンセット湾を調査したことで、海軍海図計器部に配属となった。この部門は後にアメリカ海軍天文台と水路部に発展した。ウィルクスが行った学術探検（1838年-1842年）によって、海図計器部の初代監督官であるマシュー・フォンテーン・モーリーのために海洋物理学の基準ができた。

## コロンビア協会
1820年代、ウィルクスは権威ある団体である「芸術と科学の促進のためのコロンビア協会」会員だった。その会員の中には元大統領のアンドリュー・ジャクソンやジョン・クインシー・アダムズなど当時の多くの著名人や、軍隊、政府、医療など専門分野で良く知られた代表的人物が含まれていた。

## 南洋探検

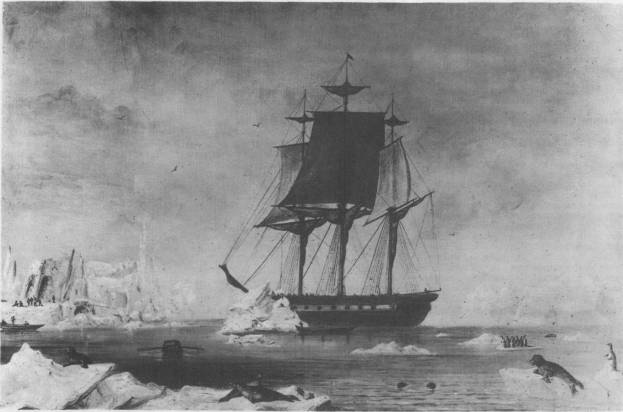
ウィルクスの探検隊、南極海ディスアポイントメント湾のUSSビンセンズ号

1838年、ウィルクスはまだ年季の入った海軍士官ではなかったが、局地調査業務を経験し、文民の科学者と共に仕事をした。このような経歴により、政府が後援する探検隊の指揮を任された。その命令書は「南洋を探検し測量する目的で...さらに全ての疑わしい島や浅瀬の存在を確認し、我々の艦船の航路とその近くにあり、また科学的航海の観測から漏れていた可能性のあるそれらの位置を発見し、正確に記録すること」とされていた。アメリカ合衆国探検遠征隊は、1836年5月18日にアメリカ合衆国議会法で承認された。
アメリカ合衆国探検遠征隊は通常「ウィルクス遠征隊」と呼ばれ、隊員には博物学者、植物学者、鉱物学者、剥製師、画家および文献学者が含まれた。艦船はスループ・オブ・ウォーのUSSビンセンズ（780トン）とUSSピーコック（650トン）が主であり、これにブリッグ船USSポーパス（230トン）、貨物船USSレリーフ、およびスクーナー船2隻USSシーガル（110トン）とUSSフライングフィッシュ（96トン）が付けられた。
1938年8月18日にバージニア州ハンプトン・ローズを出港し、マデイラ諸島、リオデジャネイロ、アルゼンチンに寄港し、ティエラ・デル・フエゴ（フエゴ諸島）、チリ、ペルー、トゥアモトゥ諸島、サモアおよびオーストラリアのニューサウスウェールズを訪問した。シドニーからは1839年12月に南極海に入り、1840年1月25日に視認した「バレニー諸島の西で南極大陸の」発見を報告した。1840年にはフィジーとハワイ諸島を訪問した。1840年7月、ウィルクスの甥である士官候補生ウィルクス・ヘンリーを含む2人の水夫が、フィジーのマロロ島で食料交換の交渉中に殺された。ウィルクスの報復は迅速で厳しいものだった。マロロ島のある老人に拠れば、この事件で80人近いフィジー人が殺された。
1840年12月から1841年3月、ウィルクスは数百人のハワイ人を雇い、部下の多くと共に振り子をマウナ・ロア山頂上に上げて、重力を測定した。既にある道の代わりに自分で選んだ道を進んだので、予測したよりも長い時日が掛かった。山頂の条件は南極を思い出させるものだった。隊員の多くが雪眼炎や高山病を患い、履いていた靴が擦り切れたために足を負傷した。

太平洋岸北西部: 『アメリカ合衆国探検遠征隊の記録』から1841年のオレゴン準州図

ウィルクスは1841年に北アメリカの西海岸に向かい、ファンデフカ海峡、ピュージェット湾、コロンビア川、サンフランシスコ湾およびサクラメント川などを探検した。7月5日には現在のワシントン州デュポンで、ミシシッピ川より西では初の独立記念日を祝った。
1841年にはさらに南太平洋のエリス諸島（ツバル）を通過し、フナフティ島、ヌクフェタウ環礁およびヴァイツプ島を訪問した。探検隊は帰路にフィリピン、スールー諸島、ボルネオ島、シンガポール、ポリネシアを経て喜望峰を通り、1842年6月10日にニューヨーク港に帰港した。
ウィルクス遠征隊は地球一周した帆船の部隊としては最後のものになった。約87,000マイル (139,000 km) を航海し、艦船2隻と28人の隊員を失った。コロンビア川の砂州で艦船の1つを失ったこと、部下の士官を日常から酷使したこと、および水夫に対して過剰な罰を加えたことが問われ、ウィルクスは軍法会議に掛けられた。ウィルクスに対して不利な証言を行った証人の中には船医のチャールズ・ジローがいた。ウィルクスは部下を違法に罰したことは有罪となり、その他の罪状については無罪となった。そのごウィルクスは短期間海岸測量の任務に付けられたが、1844年から1861年の間は主に、遠征の報告書作成に携わった。
ウィルクスの著した『アメリカ合衆国探検遠征隊の記録』（5巻本および地図）は1844年に出版された。遠征の科学報告書（20巻、地図11、1844年-1874年）を編集し、第11巻気象学と第13巻水路学は自ら執筆した。
彫刻家でイラストレーターのアルフレッド・トマス・アゲイトが遠征隊の肖像画と植物画を描く画家に指名されていた。その作品が『アメリカ合衆国探検遠征隊の記録』のイラストに使われた。
『アメリカ合衆国探検遠征隊の記録』には、当時あまり知られていなかった多くの場所での作法、慣習および経済状態に関する興味ある資料が載せられていた。1841年のオレゴン準州図は、1842年にキット・カーソンがガイドを行ったジョン・C・フレモントによる最初のオレゴン・トレイル踏破遠征に先立つものだった。
その他貴重な記録として、ジェイムズ・ドワイト・デーナによる『植虫類』（1846年）、『地質学』（1849年）および『甲殻綱』（1852年-1854年）に関する報告書がある。さらに遠征隊の科学者が持ち帰った標本や加工品は、スミソニアン博物館収集品の基礎になった。ウィルクスは短い記事や報告書に加えて、1849年に『西アメリカ、カリフォルニアとオレゴン』、1856年に『風の理論』という科学的な作品を出版した。
こうした一連の業績に対し、1848年にイギリスの王立地理学会は、ウィルクスに金メダル（パトロンズ・メダル）を授与した。

## 南北戦争
ウィルクスは1843年に海軍中佐、1855年に海軍大佐に昇進した。南北戦争が勃発したとき、アメリカ連合国の通商破壊船CSSサムターを探すために、USSサンジャシントの指揮官を任された。

### トレント号事件

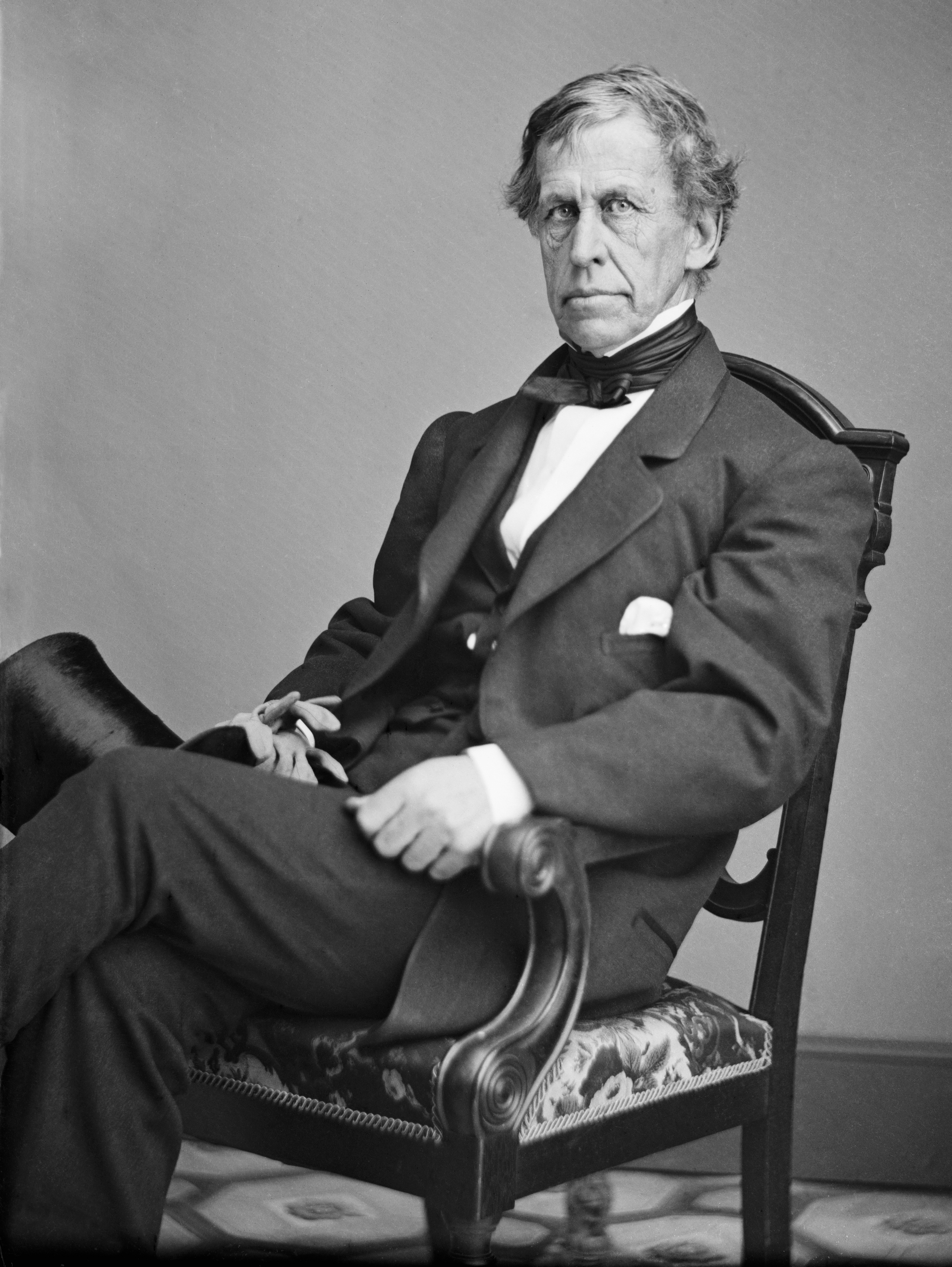
退役したときのチャールズ・ウィルクス提督

ウィルクスはその任務の一環としてイギリス領バミューダ諸島を訪れた。ウィルクスは命令に従って行動する中で、その旗艦USSワチュセットに乗船したまま1週間近くも港に停泊した。これはアメリカ海軍の艦船は1日のみ港内に留まることができるというイギリスの規則を破ったものだった。ウィルクスが港に留まっている間に、アメリカ連合国の封鎖破りの重要な基地であるセントジョージ港を、ウィルクス配下の砲艦USSタイオガとUSSソノマが封鎖した。これら砲艦はイギリスの郵便運搬蒸気船マーリンに発砲した。
アメリカ連合国がイギリスに送った特使ジェイムズ・マレー・メイソンとジョン・スライデルの2人が、イングランドに向かうイギリスの郵便船RMSトレントに乗船していることをウィルクスが知ったとき、その蒸気フリゲート艦USSサンジャシントを使って郵便船を停船させる命令を出した。1861年11月8日、サンジャシントはトレントに遭遇すると、船首を超えて2発の砲弾を放ち、トレントを停戦させた。サンジャシントの船長が率いた移乗部隊がトレントに乗り移り、メイソンとスライデルを逮捕した。この2人の使節はボストン港のウォーレン砦に連行された。
バミューダの新聞は「悪名高きウィルクス」と名付けた。そのウィルクスの行動によって、アメリカ合衆国とイギリスの全面戦争が避けられないと多くの者が考えた。
ウィルクスはアメリカ合衆国議会の決議で公式に感謝の意を表された。しかし、イギリス政府の外交圧力のためにリンカーン大統領がウィルクスの行動を否定することになった。メイソンとスライデルは釈放された。ウィルクスの次の任務はバージニア州ジェームズ川の船隊だった。1862年7月16日には海軍代将に昇進し、西インド諸島で封鎖破りに対抗する任務を割り当てられた。

### 昇進問題
ウィルクスは功績を残したにも拘わらず、傲慢でむら気だという評価になった。これは海軍長官ギデオン・ウェルズと仲が悪かったことも一部災いしていた。ウェルズは、当時の昇進に関する法の下で、ウィルクスが代将に昇進するには年取り過ぎていると言った。ウィルクスはそれに答えてウェルズを酷評する手紙を書いた。この議論は1864年にウィルクスの軍法会議に繋がった。ウィルクスは命令不服従、上位者軽視などの罪状で有罪とされた。判決は懲戒と3年間の勤務停止となった。しかし、リンカーン大統領が停止期間を1年間に減刑し、その他の罰は取り消された。1866年7月25日、ウィルクスは退役軍人名簿の上で、海軍少将に昇進した。

## 晩年

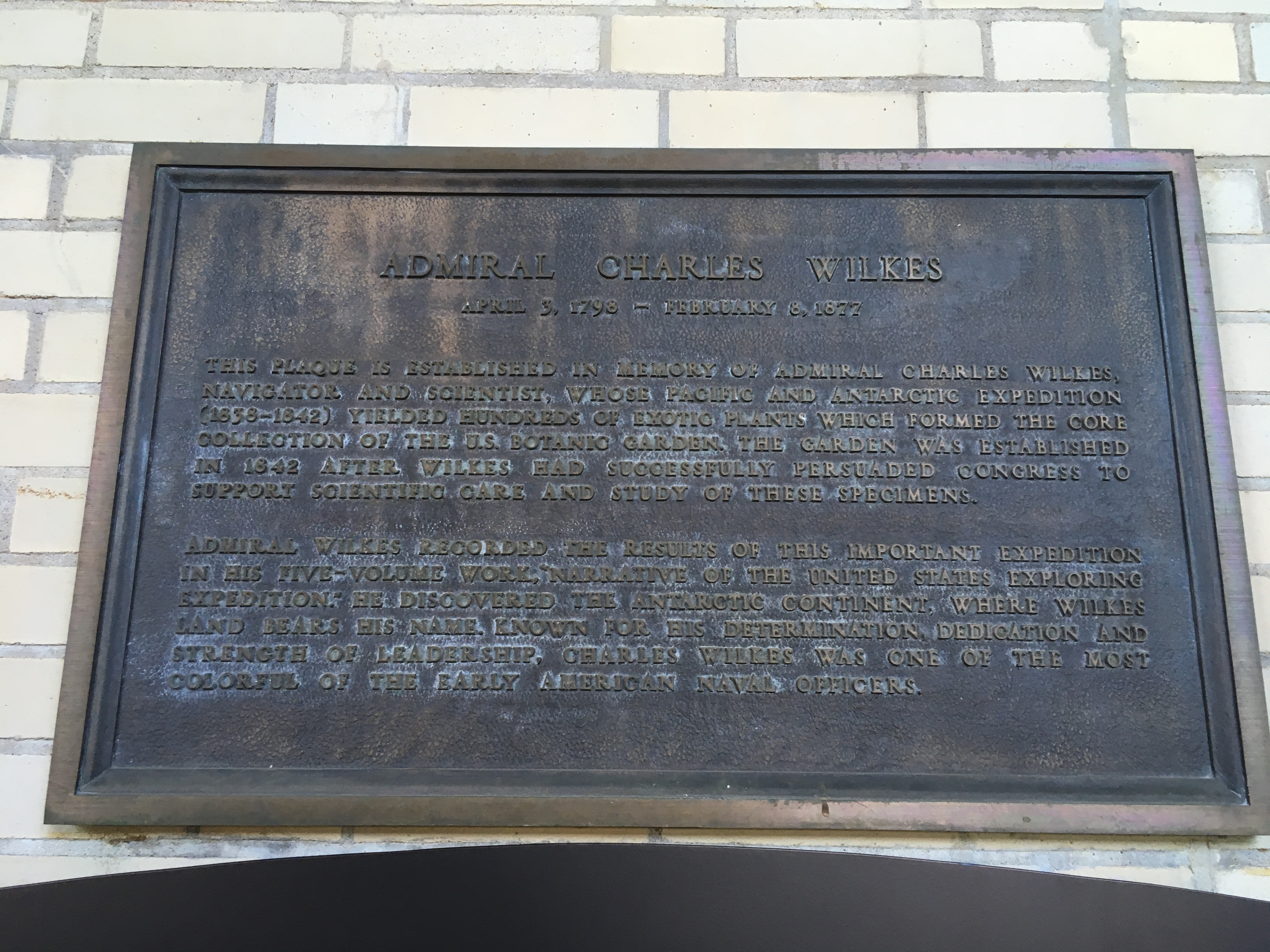

ウィルクスの偏執的挙動や艦上での厳しい規律は、ハーマン・メルヴィルの小説「白鯨」の主人公エイハブ船長の性格に写されたと指摘する歴史家もいる。そのような想定は、アメリカ海軍歴史文書に言及されていない。
ウィルクスは海軍史における貢献やその著作『アメリカ合衆国探検遠征隊の記録』における科学研究に加えて、自伝を著した。
ウィルクスは1877年2月8日、ワシントンD.C.で海軍少将の位で死亡した。1909年8月、アメリカ合衆国はその遺骸をアーリントン国立墓地に移葬した。その墓石には「南極大陸を発見した」と記されている。

## 遺産
アメリカ海軍にはウィルスと命名された艦船が歴代4隻あった。魚雷艇USSウィルクス(TB-35) は20世紀への変わり目頃に就役し、駆逐艦USSウィルクス(DD-67) は第一次世界大戦で活躍した。また駆逐艦USSウィルクス(DD-441) は第二次世界大戦に参加した。
海洋調査船USSウィルクス(T-AGS-33) は1969年に就役し、ウィルクスの曾孫であるホリス・L・ジェイが命名した。

## 大衆文化の中のウィルクス
ジェフ・プファラー作、ショーン・ヒル画になる8頁漫画『The Wicked King』（物騒な王様）で、チャールズ・ウィルクス提督は主要な敵対者になっている。南極への遠征中に出遭った「ニンゲン」と呼ばれる神話的生物を殺すことに心を奪われている。その生物を殺すために二人の有名な猟師と共に氷の大陸に戻る。この作品は2010年にセントジェームズ・コミックから出版された。
ワシントン州ベインブリッジアイランドにあるキャプテン・チャールズ・ウィルクス小学校は、ウィルクスの名前を冠したものである。

## 著作
- Voyage Round the World: Embracing the Principal Events of the Narrative of the United States. George W. Gorton. (1849)
- Western America, Including California and Oregon, with Maps of Those Regions ... (1849)
- Defence of Com. Charles Wilkes (1864)